# ビッグ・ジェネレイター
『ビッグ・ジェネレイター』（Big Generator）は、1987年に発表されたイエスのスタジオ・アルバムである。メンバーは前作『ロンリー・ハート』（1983年）と同じジョン・アンダーソン、クリス・スクワイア、トニー・ケイ、トレヴァー・ラビン、アラン・ホワイトの5人。

## 経緯
前作発表から2年後の1985年に企画と制作が開始された。前作に引き続いてトレヴァー・ホーンがプロデュースを担当していたが、途中降板したのでラビンが代わって中心になって完成させた。この交代劇に象徴される様に、本作の制作は難航した。スクワイアは「（実際に発表された1987年より）1年前に、もっといいタイミングで出せた」とコメントしている。
イエス初のデジタル・レコーディング。スクワイアは当時の『ベース・マガジン』のインタビューで、「誰もデジタルを信用していないので、アナログでバックアップデータも録っていた」とコメントしている。

## 内容
前作と同等かそれ以上にラビンのカラーが強い。歌詞は旧来のイエスが持つ幻想感や抽象性には乏しく、「リズム・オブ・ラヴ」はかなり直接的な内容だった。
当時の音楽誌には作曲面でもラビンが主導権を握っていたと書かれたが、スクワイアが採用した彼の曲は「ラヴ・ウィル・ファインド・ア・ウェイ」だけだった。むしろ彼はアンダーソンと共に、他の3人が書いた原曲を歌詞やボーカルのメロディーなどで膨らます役目を担った。
アンダーソンは完成後、本作やバンドの在り様に失望して脱退。黄金期のイエスの復活を求めてアンダーソン・ブラッフォード・ウェイクマン・ハウを結成して『閃光』を発表した。

## 収録曲
| #  | タイトル                                                          | 作詞・作曲                                                              | 時間 |
| -- | ----------------------------------------------------------------- | ----------------------------------------------------------------------- | ---- |
| 1. | 「リズム・オブ・ラヴ - "Rhythm Of Love"」                         | トニー・ケイ/トレヴァー・ラビン/ジョン・アンダーソン/クリス・スクワイア | 4:49 |
| 2. | 「ビッグ・ジェネレイター - "Big Generator"」                      | ラビン/ケイ/アンダーソン/スクワイア/アラン・ホワイト                    | 4:31 |
| 3. | 「シュート・ハイ - "Shoot High Aim Low"」                         | ホワイト/ケイ/ラビン/アンダーソン/スクワイア                            | 6:59 |
| 4. | 「オールモスト・ライク・ラヴ - "Almost Like Love"」               | ケイ/ラビン/アンダーソン/スクワイア                                     | 4:58 |
| 5. | 「ラヴ・ウィル・ファインド・ア・ウェイ - "Love Will Find A Way"」 | ラビン                                                                  | 4:48 |
| 6. | 「ファイナル・アイズ - "Final Eyes"」                             | ラビン/ケイ/アンダーソン/スクワイア                                     | 6:20 |
| 7. | 「アイム・ラニング - "I'm Running"」                              | ラビン/スクワイア/アンダーソン/ケイ/ホワイト                            | 7:34 |
| 8. | 「ホウリー・ラム - "Holy Lamb (Song for Harmonic Convergence)"」  | アンダーソン                                                            | 3:15 |

### リマスター盤ボーナス・トラック
2009年にCDのリマスター盤が発売された。音質の向上が図られている他、以下のボーナス・トラックが追加収録されている。
1. ラヴ・ウィル・ファインド・ア・ウェイ（エディット・ヴァージョン） - "Love Will Find a Way" (edited version)
2. ラヴ・ウィル・ファインド・ア・ウェイ（エクステンデッド・ヴァージョン） - "Love Will Find a Way" (extended version)
3. リズム・オブ・ラヴ（ダンス・トゥ・ザ・リズム・ミックス） - 	"Rhythm of Love" (Dance to the Rhythm Mix)
4. リズム・オブ・ラヴ（ムーヴ・トゥ・ザ・リズム・ミックス） - 	"Rhythm of Love" (Move to the Rhythm Mix)
5. リズム・オブ・ラヴ（ザ・リズム・オブ・ダブ） - "Rhythm of Love" (The Rhythm of Dub)

## 参加メンバー
- ジョン・アンダーソン – ボーカル
- トレヴァー・ラビン – ボーカル、アコースティック・ギター、エレクトリック・ギター、キーボード、ストリングス・アレンジ
- トニー・ケイ – ハモンド・オルガン、ピアノ
- クリス・スクワイア – ベース、バッキング・ボーカル
- アラン・ホワイト – ドラムス、パーカッション、バッキング・ボーカル